# Утмановське сільське поселення
Утма́новське сільське поселення (рос. Утмановское сельское поселение) — адміністративна одиниця у складі Підосиновського району Кіровської області Росії. Адміністративний центр поселення — село Утманово.

## Історія
Станом на 2002 рік на території сучасного поселення існували такі адміністративні одиниці:
- Утмановський сільський округ (село Утманово, присілки Біла, Большероманово, Великий Двор, Верхнє Причаліно, Гагаріно, Гребенево, Деляєво, Івково, Колотово, Кошково, Мала Пукалиці, Нижнє Причаліно, Романово, Росляково Раменьє, Фільтяєво, Хозятіно, Хом'яково, Черніцино)
- частина Ровдінського сільського округу (присілки Антипіно, Жуково, Князево, Страшково)[2]

Поселення було утворене згідно із законом Кіровської області від 7 грудня 2004 року № 284-ЗО у рамках муніципальної реформи.

## Населення
Населення поселення становить 584 особи (2017; 604 у 2016, 641 у 2015, 668 у 2014, 692 у 2013, 718 у 2012, 750 у 2010, 1022 у 2002).

## Склад
До складу поселення входять 23 населених пункти:
| Населений пункт             | Населення, осіб (2002) | Населення, осіб (2010) |
| --------------------------- | ---------------------- | ---------------------- |
| Антипино, присілок          | 32                     | 16                     |
| Біла, присілок              | 1                      | 1                      |
| Большероманово, присілок    | 166                    | 156                    |
| Великий Двор, присілок      | 12                     | 0                      |
| Верхнє Причалино, присілок  | 1                      | 0                      |
| Гагаріно, присілок          | 6                      | 10                     |
| Гребенево, присілок         | 26                     | 23                     |
| Деляєво, присілок           | 3                      | 2                      |
| Жуково, присілок            | 0                      | 0                      |
| Івково, присілок            | 23                     | 12                     |
| Князево, присілок           | 2                      | 0                      |
| Колотово, присілок          | 0                      | 0                      |
| Кошково, присілок           | 3                      | 1                      |
| Мала Пукалиця, присілок     | 0                      | 0                      |
| Нижнє Причалино, присілок   | 7                      | 2                      |
| Романово, присілок          | 19                     | 14                     |
| Росляково Раменьє, присілок | 15                     | 2                      |
| Страшково, присілок         | 41                     | 19                     |
| Утманово, село              | 534                    | 413                    |
| Фільтяєво, присілок         | 22                     | 12                     |
| Хозятино, присілок          | 28                     | 18                     |
| Хом'яково, присілок         | 18                     | 12                     |
| Черницино, присілок         | 63                     | 37                     |